# 手原駅

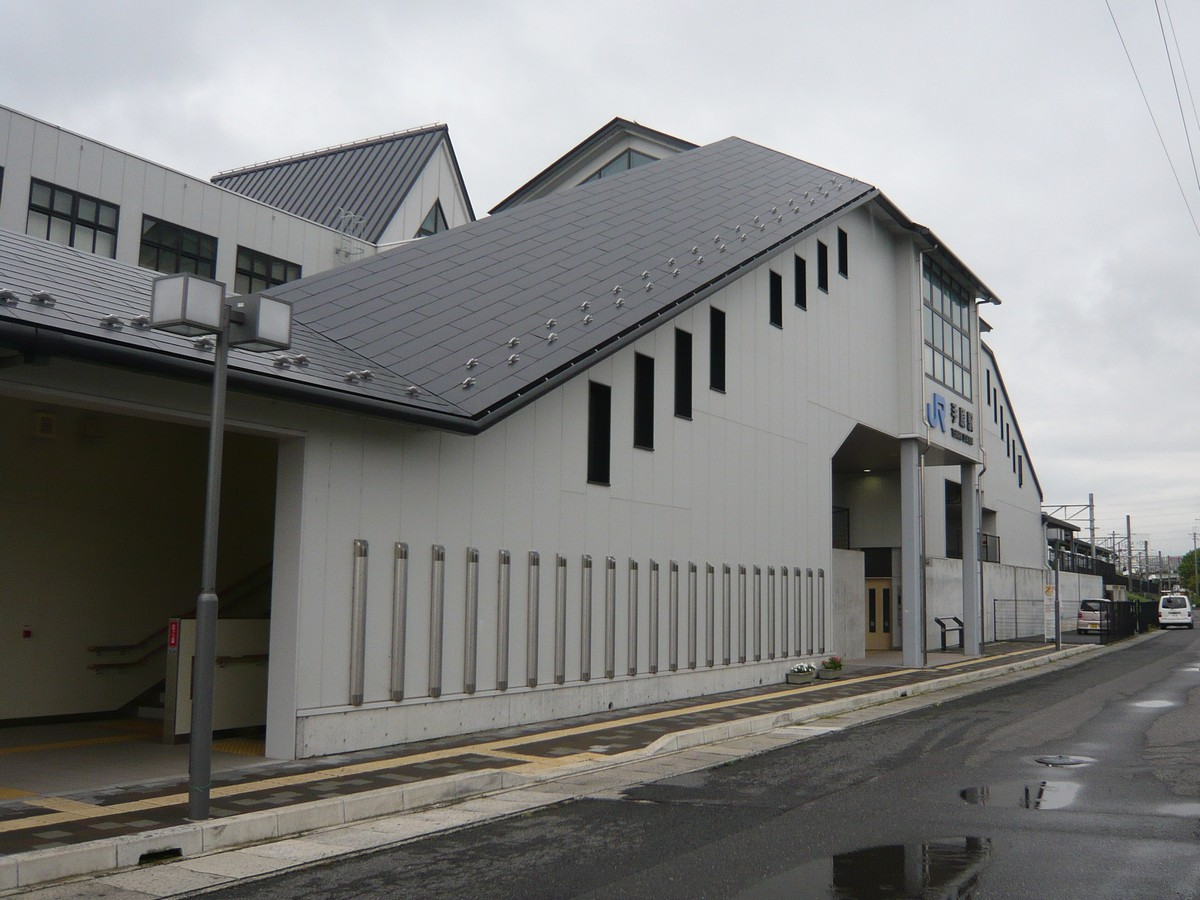
駅舎（北口、2007年9月）

手原駅（てはらえき）は、滋賀県栗東市手原三丁目にある、西日本旅客鉄道（JR西日本）草津線の駅である。

## 歴史

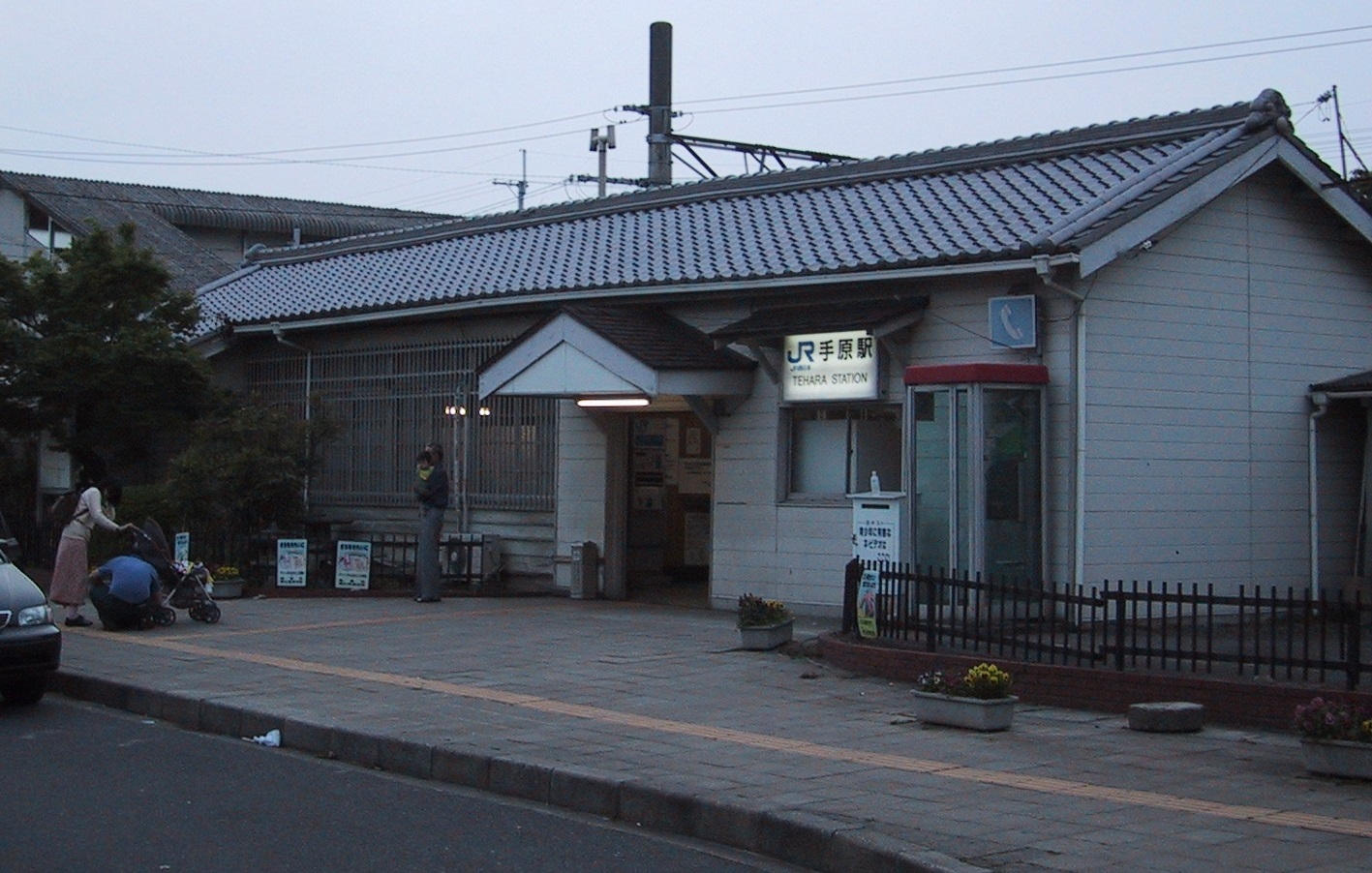
旧駅舎（2002年5月）

- 1922年（大正11年）11月5日：国有鉄道草津線の石部駅 - 草津駅間に新設開業[2]。
- 1962年（昭和37年）10月1日：貨物取扱廃止[2]。
- 1971年（昭和46年）10月20日：荷物扱い廃止[3]。駅員無配置駅となる[4]。
- 1987年（昭和62年）4月1日：国鉄分割民営化により、西日本旅客鉄道の駅となる[2]。
- 1999年（平成10年）1月19日：自動改札機を設置し、供用開始[5]。
- 2003年（平成15年）11月1日：ICカード「ICOCA」の利用が可能となる。
- 2004年（平成16年）11月13日：現在の橋上駅舎に改築[6]。ホームのかさ上げ工事が完成。

## 駅構造
相対式ホーム2面2線を持ち、列車交換が可能な地上駅。駅舎は旧東海道沿いの入母屋造をイメージした三角屋根の橋上駅舎である。橋上駅舎化された際に、ホーム2面ともにエレベーターを設置。このうち、草津方面行きホームのエレベーターは、外部（駅前ロータリー⇔コンコース）との共用となっている。
草津駅が管理し、JR西日本交通サービスが駅業務を受託する業務委託駅で窓口が設置されているが、早朝・深夜は無人となる。ICOCA利用可能駅（相互利用可能ICカードはICOCAの項を参照）。
自動改札機・自動券売機・自動精算機設置駅。

### のりば
| のりば | 路線   | 方向 | 行先             |
| ------ | ------ | ---- | ---------------- |
| 1      | 草津線 | 上り | 貴生川・柘植方面 |
| 2      | 草津線 | 下り | 草津・京都方面   |

- 長らくのりば番号の設定がなかったが、2009年頃にのりば番号標が設置された。

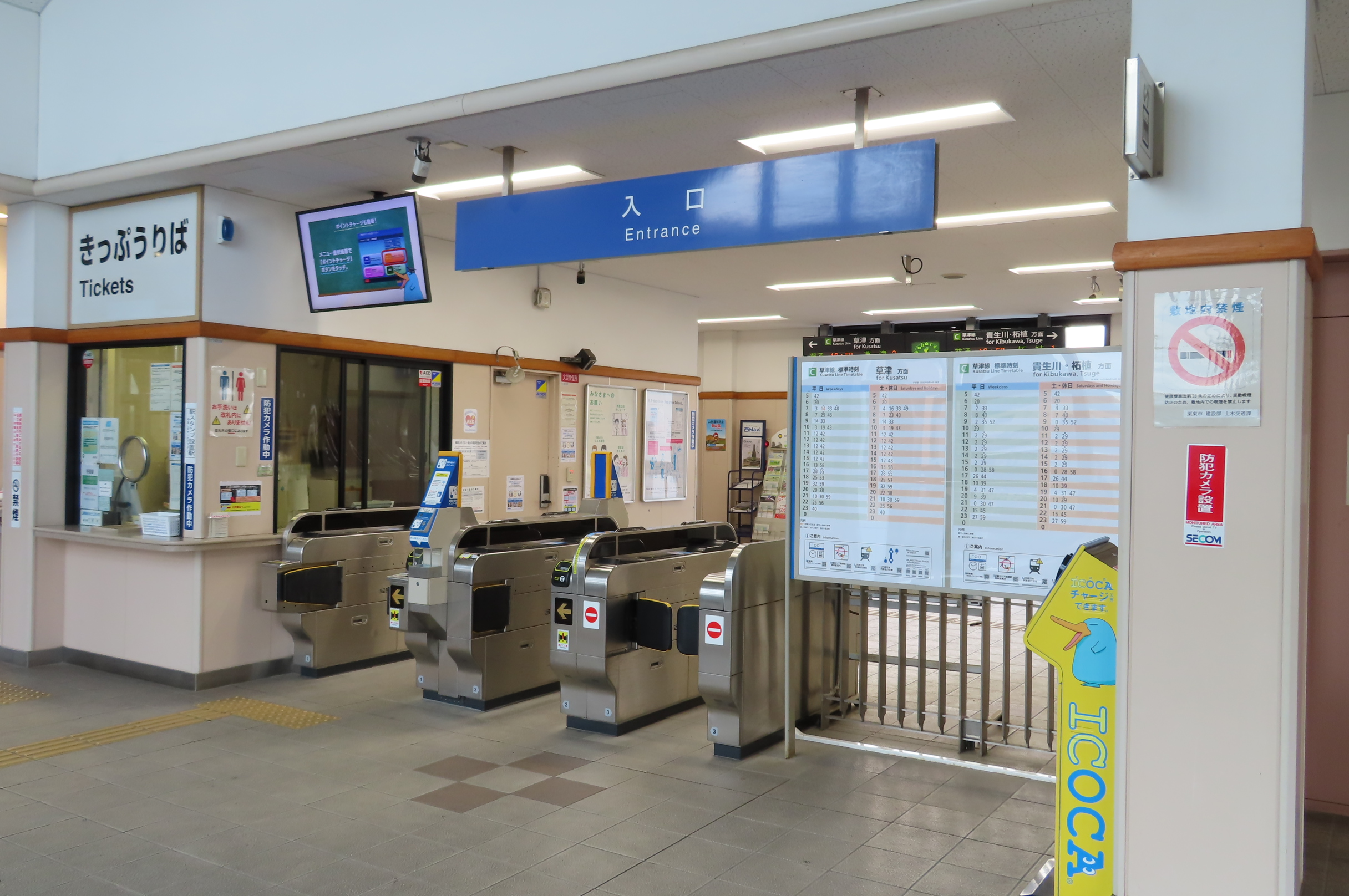
改札口（2020年8月）
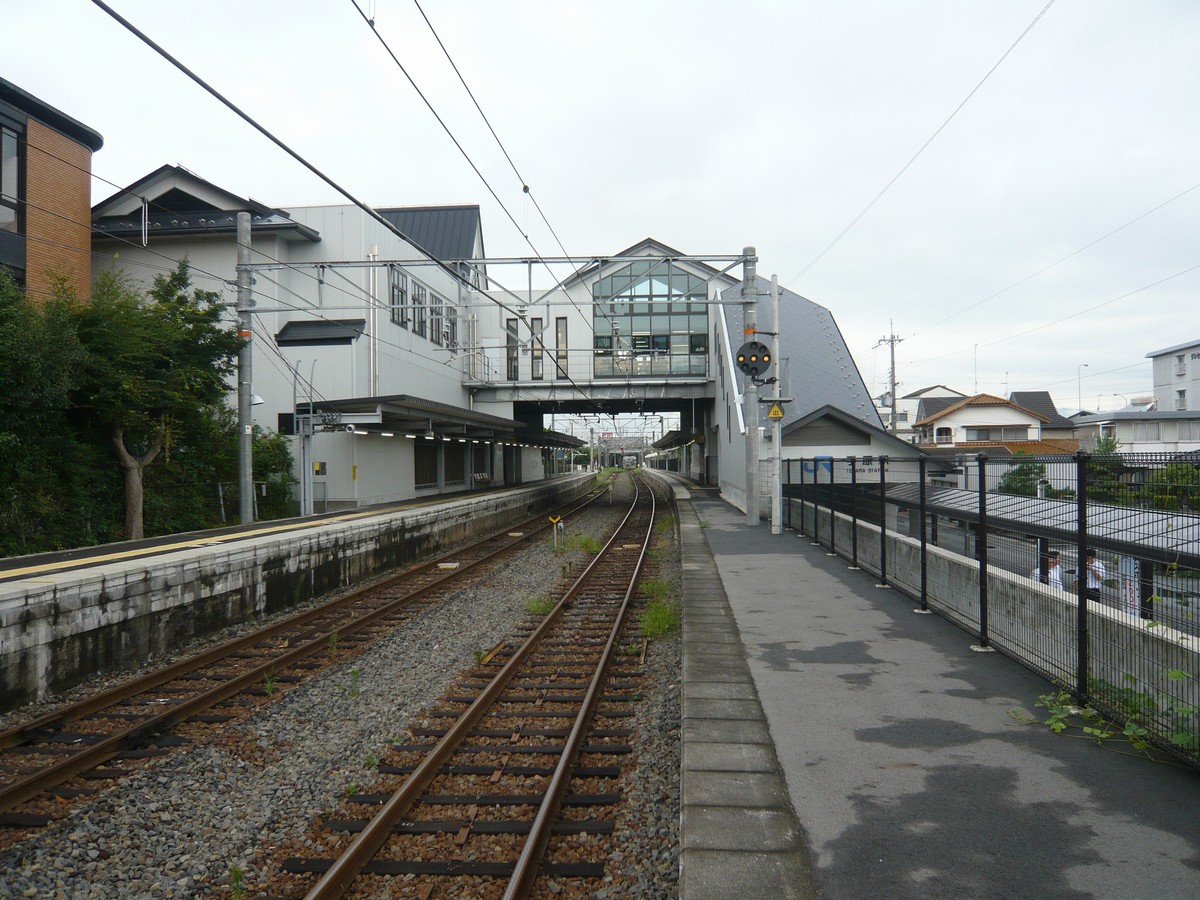
ホーム（2007年9月）

## 利用状況
JR西日本の移動等円滑化取組報告書によれば、2023年度の1日当たりの利用者数は6,170人。「滋賀県統計書」によると、1日平均の乗車人員は以下の通りである。
| 年度   | 1日平均 乗車人員 | 出典        |
| ------ | ---------------- | ----------- |
| 1992年 | 1,853            | [ 統計 2 ]  |
| 1993年 | 1,965            | [ 統計 3 ]  |
| 1994年 | 2,058            | [ 統計 4 ]  |
| 1995年 | 2,149            | [ 統計 5 ]  |
| 1996年 | 2,177            | [ 統計 6 ]  |
| 1997年 | 2,193            | [ 統計 7 ]  |
| 1998年 | 2,219            | [ 統計 8 ]  |
| 1999年 | 2,245            | [ 統計 9 ]  |
| 2000年 | 2,238            | [ 統計 10 ] |
| 2001年 | 2,257            | [ 統計 11 ] |
| 2002年 | 2,196            | [ 統計 12 ] |
| 2003年 | 2,218            | [ 統計 13 ] |
| 2004年 | 2,266            | [ 統計 14 ] |
| 2005年 | 2,337            | [ 統計 15 ] |
| 2006年 | 2,416            | [ 統計 16 ] |
| 2007年 | 2,504            | [ 統計 17 ] |
| 2008年 | 2,571            | [ 統計 18 ] |
| 2009年 | 2,499            | [ 統計 19 ] |
| 2010年 | 2,629            | [ 統計 20 ] |
| 2011年 | 2,817            | [ 統計 21 ] |
| 2012年 | 2,943            | [ 統計 22 ] |
| 2013年 | 3,023            | [ 統計 23 ] |
| 2014年 | 2,947            | [ 統計 24 ] |
| 2015年 | 3,016            | [ 統計 25 ] |
| 2016年 | 3,062            | [ 統計 26 ] |
| 2017年 | 3,046            | [ 統計 27 ] |
| 2018年 | 3,058            | [ 統計 28 ] |
| 2019年 | 3,069            | [ 統計 29 ] |
| 2020年 | 2,629            | [ 統計 30 ] |
| 2021年 | 2,791            | [ 統計 31 ] |
| 2022年 | 2,996            | [ 統計 32 ] |
| 2023年 | 3,085            |             |

## 駅周辺
駅北側を国道が通る。付近には高速道路のインターチェンジがあるため、駅北東側には物流センターがある。駅北西側は東海道新幹線南びわ湖駅（びわこ栗東駅）の建設予定地であったが建設中止となり、こちらには工場が建った。市役所は駅南側にあり、こちら側は住宅地が大きく広がる。
北口
- リチウムエナジージャパン本社・栗東第一工場・栗東第二工場
- トヨタモビリティパーツ滋賀支社
- ユニバーサルロジ
- 滋賀県警察本部交通部交通機動隊
- 名神高速道路栗東IC - 南口側にもインター出入口がある。
- ホテルルートイン草津栗東-栗東インター国道1号-
- 国道1号
- 国道8号
- 滋賀バス「手原駅口」停留所 - 国道1号沿い[注釈 1]

南口
- 栗東市役所
- 栗東市商工会館
- 栗東郵便局
- 滋賀県立栗東高等学校 - 南東側に滋賀県立国際情報高等学校があり、そこから少し離れた北側に旧和中散本舗がある。
- フレンドマート栗東店[9]
- 稲荷公園 - かつて草津線で使用されていたD51形蒸気機関車が静態保存されている。
- 滋賀県道55号上砥山上鈎線
- 滋賀県道116号六地蔵草津線
- 旧東海道
- いちょう通り - 栗東市道117号線（手原駅 - 栗東運動公園方面を結ぶ道路）の愛称[9]。

## バス路線
駅南口に「手原駅」停留所があり、帝産湖南交通とくりちゃんバスの路線が乗り入れる。登山シーズンは「こんぜめぐりちゃんバス」の運行も設定される。
帝産湖南交通
- 16系統
  - 栗東駅東口 / コミュニティセンター金勝

平日のみ運行。
- こんぜめぐりちゃんバス
  - 金勝寺

季節運行。
くりちゃんバス
- 草津駅・手原線
  - 草津駅 / 市役所前、なごやかセンター
- 葉山循環線
  - 済生会病院
- 治田金勝線
  - 済生会病院 / コミュニティセンター金勝

各路線とも、平日のみ運行。なお、草津駅・手原線は夕方に市役所前止りが1便だけ設定されている。

## その他
- 1954年に町制施行後、1956年に大字渋川が草津市に編入され東海道本線草津駅が町域から外れたあと、1991年に東海道本線（琵琶湖線）の栗東駅が開業するまでは、当時の栗東町内では唯一の鉄道駅だった。
- 草津線沿線自治体の間では、当駅と草津駅の間に新駅を建設する構想があるが、同駅と接続する東海道新幹線南びわ湖駅の建設が中止されたため、事業化の見通しは立っていない。

## 隣の駅
西日本旅客鉄道（JR西日本）
 草津線
石部駅 - 手原駅 - 草津駅

### 記事本文